# Distretto di Harmancık
Il distretto di Harmancık (in turco Harmancık ilçesi) è uno dei distretti della provincia di Bursa, in Turchia.